# Otslava
Otslava – wieś w Estonii, w prowincji Jõgeva, w gminie Tabivere.